# Леваш (Нюксенський район)
Лева́ш (рос. Леваш) — селище у складі Нюксенського району Вологодської області, Росія. Входить до складу Востровського сільського поселення.

## Населення
Населення — 299 осіб (2010; 375 у 2002).
Національний склад (станом на 2002 рік):
- росіяни — 96 %